# Levi Coffin
Levi Coffin (28 octobre 1798-16 septembre 1877) est un fermier et homme d'affaires quaker américain, membre du parti républicain, et engagé dans des causes humanitaires. Il est notamment connu pour son rôle important dans le mouvement abolitionniste : il a été parfois surnommé « président du chemin de fer clandestin » (en anglais : underground railroad) en raison de son rôle essentiel dans l'organisation de ce réseau qui permettait aux esclaves noirs fugitifs du Sud des États-Unis de se réfugier dans les États du nord qui avaient aboli l'esclavage. Les historiens estiment qu'il a directement aidé 3 000 fugitifs dans l'Indiana et l'Ohio. Sa maison de Fountain City, dans le comté de Wayne (Indiana), était parfois appelée la « Grand Central Station » du chemin de fer clandestin. Elle est aujourd'hui transformée en musée.

## Biographie
Né près de ce qui est devenu Greensboro, en Caroline du Nord, Coffin a été au contact de la réalité de l'esclavage et il s'y est opposé dès son enfance. Sa famille a migré vers l'Indiana en 1826, évitant ainsi les persécutions croissantes des esclavagistes à l'encontre des quakers. En effet, dès le milieu du XVIIIe siècle, cette communauté religieuse avait adopté comme position de principe une opposition totale à l'esclavage : non seulement ils ne possédaient pas d'esclaves, mais encore ils les aidaient a s'enfuir. Dans l'Indiana, la famille de Levi Coffin s'est fixée dans une communauté quaker proche d'une route nationale et de la frontière avec l'Ohio, dans le comté de Wayne, un point stratégique sur un axe de communication majeur. D'abord fermier, il devient commerçant et entrepreneur,. Il commence à accueillir des esclaves fugitifs dans sa maison de l'Indiana dès l'hiver 1826–1827. Il est souvent amené à les transférer vers le nord pendant la nuit. Certains de ses voisins l'aident bien qu'ils soient le plus souvent réticents à accueillir eux-mêmes des fugitifs dans leur maison. D'autres s'opposent à cette activité et boycottent son magasin, ce qui affecte la bonne santé de ses affaires. Toutefois, la population augmente, et les nouveaux venus sont majoritairement anti-esclavagistes, ce qui lui permet de se rétablir financièrement. Dans les années 1830, Coffin devient même un investisseur majeur et le directeur de la succursale locale de Richmond de la Second State Bank of Indiana, Richmond étant le chef-lieu du comté de Wayne. Sa position financière et sa notoriété au sein de la communauté lui permettent de fournir davantage de nourriture, de vêtements et de moyens de transport pour les activités du chemin de fer clandestin dans la région.
Sur l'insistance de ses amis du mouvement antiesclavagiste, Coffin s'installe en 1847 dans la ville portuaire de Cincinnati, sur la rivière Ohio, affluent majeur du Mississipi, où il gère un entrepôt qui ne vend que des produits issus de la main d'œuvre libre. En effet, Coffin s'était rendu compte que de nombreux produits qui transitaient par ses magasins étaient fabriqués par des esclaves, et il avait découvert des organisations à Philadelphie et New York qui ne vendaient que des marchandises produites par des travailleurs libres (non esclaves). Il prend des participations dans ces sociétés et commercialise dès lors uniquement des produits issus du travail libre, bien que ces produits ne lui apportent que des bénéfices bien plus faibles. Malgré des progrès considérables, l'entreprise s'avère peu rentable et Coffin l'abandonne au bout d'une dizaine d'années. Entretemps, de 1847 à 1857, Coffin permet à des centaines d'esclaves en fuite, de trouver un abri temporaire dans sa maison de l'Ohio, tout près du Kentucky et non loin de la Virginie, deux États esclavagistes jusqu'à l'abolition générale de l'esclavage après la guerre de Sécession (1865), et de reprendre leur migration vers le nord.
Au cours des dix dernières années de sa vie, Coffin a voyagé dans le Midwest, ainsi qu'en France et en Grande-Bretagne, où il aide à créer des sociétés d'aide pour fournir de la nourriture, des vêtements, des fonds et de l'éducation aux anciens esclaves. En août 1867 il participe à la Conférence internationale anti-esclavage à Paris,,. Il se retire de la vie publique dans les années 1870 et écrit une autobiographie, Reminiscences of Levi Coffin, publiée en 1876, un an avant sa mort qui survient le 16 septembre 1877, à son domicile de Cincinnati.

## Famille

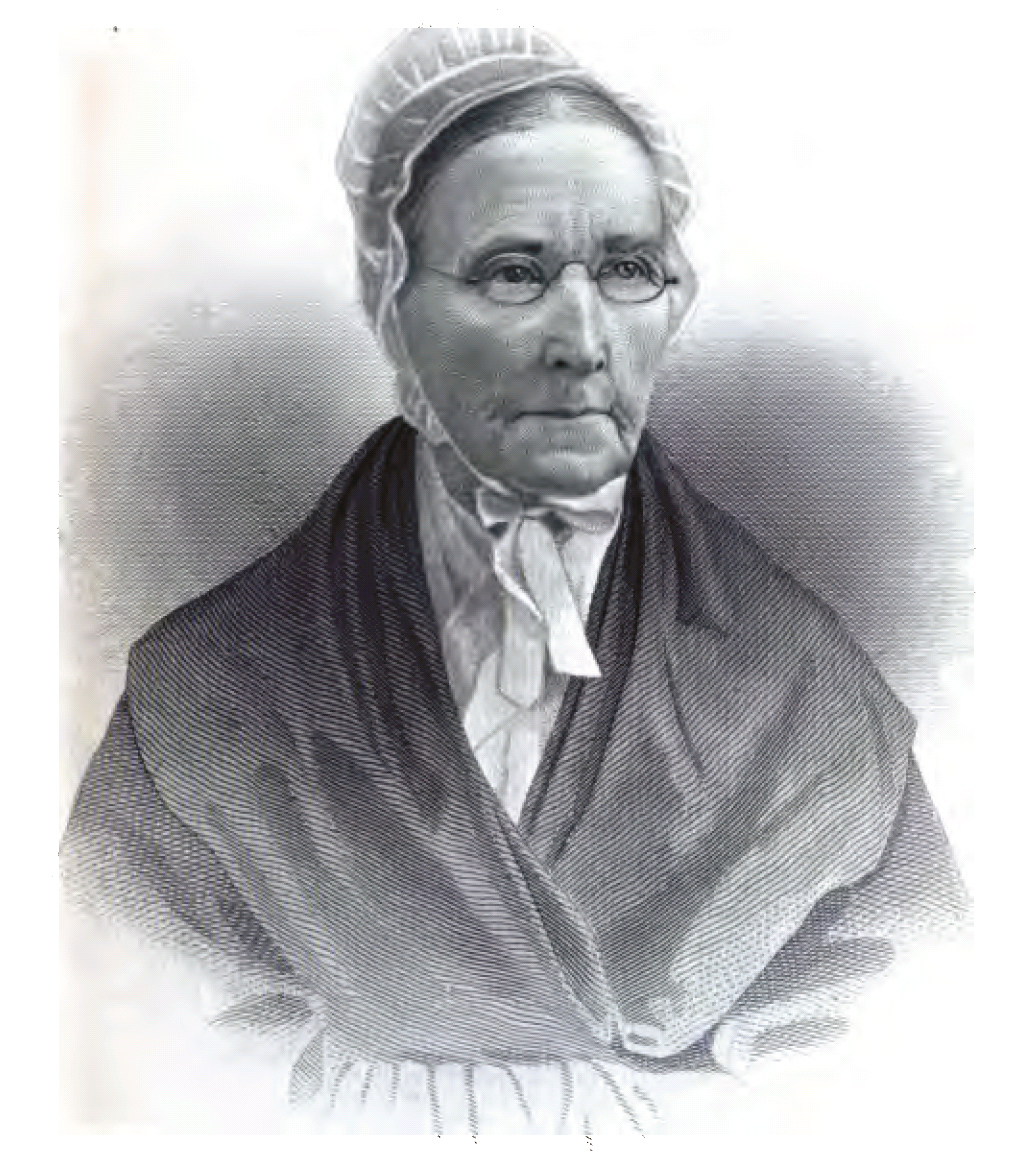
Catherine White Coffin, en 1879.

Le 28 octobre 1824, Levi Coffin épouse son amie de longue date, Catherine White. La famille de Catherine a probablement aussi aidé des esclaves à s'échapper, et il est probable qu'elle ait rencontré Coffin à cette occasiopn. Ils ont eu 6 enfants, l'aîné, Jesse, né en 1825 avant leur déménagement vers l'Indiana,.
Comme son mari, Catherine aidait activement les esclaves fugitifs, notamment en leur fournissant de la nourriture, des vêtements et un toit (et des cachettes) dans la maison de famille. Levi commente ainsi l'action humanitaire de sa femme : "Sa sympathie pour les personnes en détresse ne s'est jamais démentie, et ses efforts en leur faveur n'ont jamais faibli". Catherine White Coffin était appelée "tante Katie" par certains esclaves en fuite.

## Convictions
Interrogé sur ses motivations, Coffin répondit un jour : « La Bible, en nous demandant de nourrir les affamés et de vêtir ceux qui sont nus, ne dit rien de la couleur, et je me dois d'essayer de suivre les enseignements de ce bon livre ». Les chasseurs d'esclaves menaçant parfois sa vie, certains de ses amis avaient essayé de le dissuader de continuer son assistance aux fugitifs. Il leur avait répondu « Si en faisant mon devoir et en essayant de suivre les commandements de la Bible, je devais porter tort à mes affaires, eh bien tant pis pour mes affaires. Quant à ma sécurité personnelle, ma vie est entre les mains de mon maître divin et je sens que j'agis avec son approbation. Je n'ai pas peur des dangers qui semblent menacer ma vie ou mes affaires. Je sens que si je suis dans le chemin du devoir, honnête et industrieux, je serai protégé et je gagnerai ce qu'il faut pour faire vivre ma famille ».

## Postérité

### Disparition
Lors des obsèques de Levi Coffin, la foule est trop nombreuse pour être accueillie dans la maison de prière quaker et des centaines de personnes doivent rester à l'extérieur. Quatre des huit porteurs de cercueil étaient des Noirs libres qui avaient travaillé avec lui au « chemin de fer clandestin ». Il est inhumé au cimetière Spring Grove Cemetery (en) de Cincinnati, dans une tombe non marquée selon la tradition quaker. Sa femme Catherine, qui meurt quatre ans plus tard, le 22 mai 1881, l'y rejoindra.
Le 11 juillet 1902, des Afro-Américains érigent un monument haut de 6 pieds (1,8288 m) sur la tombe de Coffin à Cincinnati, qui n'avait pas été marquée auparavant.

### Impact
Connu pour son courage à aider les esclaves en fuite, Coffin est un modèle pour ses voisins et coreligionnaires, même si beaucoup hésitaient à héberger des fugitifs dans leur maison comme le faisait la famille Coffin. En raison de son rôle dans l'organisation de l'aide aux esclaves fugitifs, Coffin a été surnommé « président du chemin de fer clandestin » par un chasseur d'esclaves qui a déclaré : « Il y a un chemin de fer clandestin à l’œuvre ici, et Levi en est le président. » Ce titre informel a ensuite été fréquemment utilisé par les abolitionnistes et certains anciens esclaves,.
Les historiens estiment que les Coffin ont aidé environ 2 000 esclaves en fuite au cours des vingt années qu'ils ont passées dans l'Indiana et environ 1 300 de plus après leur déménagement à Cincinnati. Coffin ne tenait pas de registres, mais estimait ce nombre à environ 3 000,. 

### Musée
La Levi Coffin House à Fountain City, Indiana, a été nommée National Historic Landmark et ajoutée au National Register of Historic Places en 1966. Le gouvernement de l'État de l'Indiana a acheté la maison Coffin en 1967 et l'a fait restaurer dans son état d'origine. On peut y voir les cachettes secrètes où les esclaves se cachaient lorsqu'ils étaient recherchés. On y trouve également une charrette à double fond dont Coffin se servait pour convoyer clandestinement les fugitifs vers la prochaine étape de leur voyage vers la liberté. La maison Coffin a été classée parmi les 25 meilleurs sites historiques du pays par la chaîne History Channel. En 2016, la Smithsonian a nommé le Levi Coffin House Interpretive Center "l'un des 12 nouveaux musées à visiter dans le monde", tandis que l'Office du développement touristique de l'Indiana l'a élu comme l'un des meilleurs musées de l'État de l'Indiana. La maison a ouvert au public en tant que site historique en 1970,.

### Mémoires
Levi Coffin a laissé un livre de mémoires qui constitue un précieux témoignage sur le fonctionnement de l'Underground Railroad : 
- (en) Coffin, Levi, Reminiscences of Levi Coffin, Robert Clarke & Company, 1880 (lire en ligne)

## Sources
- (de) Claus Bernet, « Levi Coffin », dans Biographisch-Bibliographisches Kirchenlexikon (BBKL), vol. 31, Nordhausen, 2010 (ISBN 978-3-88309-544-8, lire en ligne), colonnes 271-274
- (en) Ray E. Boomhower, Destination Indiana: Travels Through Hoosier History, Indianapolis, Indiana Historical Society, 2000 (ISBN 9780871951472), p. 5–13
- (en) Linda C. Gugin et James E. St. Clair, Indiana's 200: The People Who Shaped the Hoosier State, Indianapolis, Indiana Historical Society Press, 2015 (ISBN 9780871953872)
- (en) Martin A. Klein, Historical Dictionary of Slavery and Abolition, Rowman & Littlefield, 2002 (ISBN 0-8108-4102-9, lire en ligne) ; 2e édition (2014) :   (ISBN 9780810859661) (relié) et 9780810875289 (eBook)
- (en) Elaine Landau, Fleeing to Freedom on the Underground Railroad: The Courageous Slaves, Agents, and Conductors, Twenty-First Century Books, 2006 (ISBN 9780822534907, lire en ligne)
- (en) Nelson Price, Indiana Legends: Famous Hoosier From Johnny Appleseed to David Letterman, Carmel (Indiana), Guild Press of Indiana, Inc., 1997, 37–39 p. (ISBN 9781578601868)
- (en) Nelson Price, Legendary Hoosiers: Famous Folks from the State of Indiana, Zionsville (Indiana), Emmis Books, 2001, 20–22 p. (ISBN 9781578600977, lire en ligne)
- (en) Gwenyth Swain, President of the Underground Railroad: A Story about Levi Coffin, Millbrook Press, 2001 (ISBN 9781575055527, lire en ligne)
- (en) Mary Ann Yannessa, Levi Coffin, Quaker: Breaking the Bonds of Slavery in Ohio and Indiana, Friends United Press, 2001 (ISBN 9780944350546, lire en ligne)

## Filmographie
- Race to Freedom: The Underground Railroad (TV, 1994) : Levi Coffin, avec Nigel Bennett